# Dornburg-Camburg
Dornburg-Camburg – miasto w Niemczech, w kraju związkowym Turyngia, w powiecie Saale-Holzland, siedziba wspólnoty administracyjnej Dornburg-Camburg. 
Miasto powstało 1 grudnia 2008 z połączenia miast Dornburg/Saale, Camburg oraz gminy Dorndorf-Steudnitz.

## Współpraca
Miejscowość partnerska:
- Oppenweiler, Badenia-Wirtembergia (kontakty utrzymuje dzielnica Dornburg/Saale)